# Pré di Ledro
Pré è un centro abitato di 189 abitanti del comune di Ledro in Trentino.
Sino al primo gennaio 2010 è stata una frazione di Molina di Ledro poi, a partire da quella data, è stato incorporato nel nuovo comune nella valle di Ledro.

## Geografia fisica
Il paese si trova sul lato meridionale della valle di Ledro, su un terrazzo alluvionale in posizione distaccata rispetto alla statale, tra gli abitati di Biacesa (a est) e di Molina di Ledro (a ovest). Essendo posizionato sul versante meno soleggiato per alcuni mesi all'anno non vi arriva mai la luce diretta del Sole.

## Storia

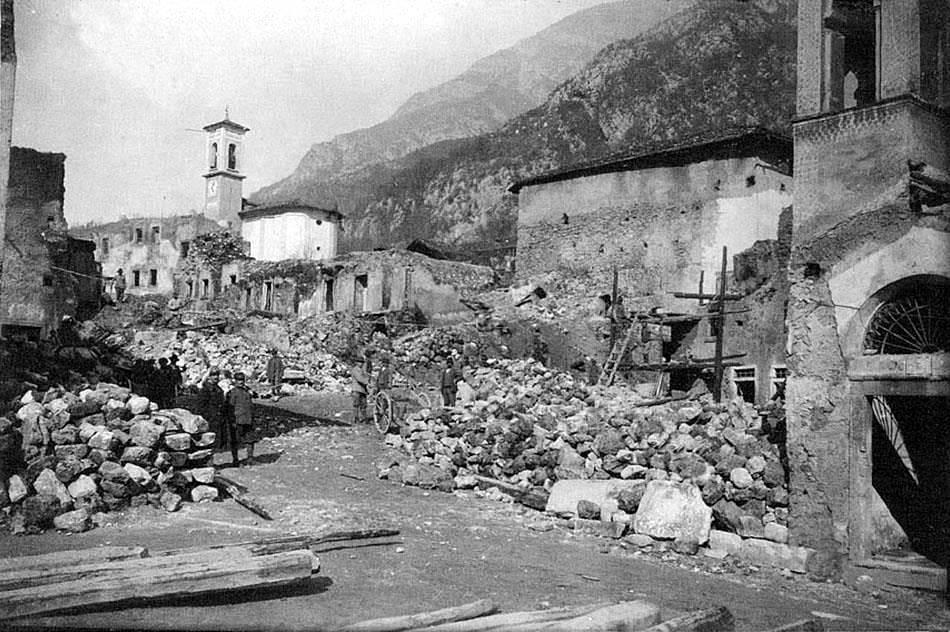
Il paese nel 1919, devastato dalla prima guerra mondiale

La località, con Molina di Ledro, ha raggiunto una certa notorietà a partire dal XVII secolo per le numerose fucine che producevano chiodi.

## Monumenti e luoghi d'interesse

### Architetture religiose

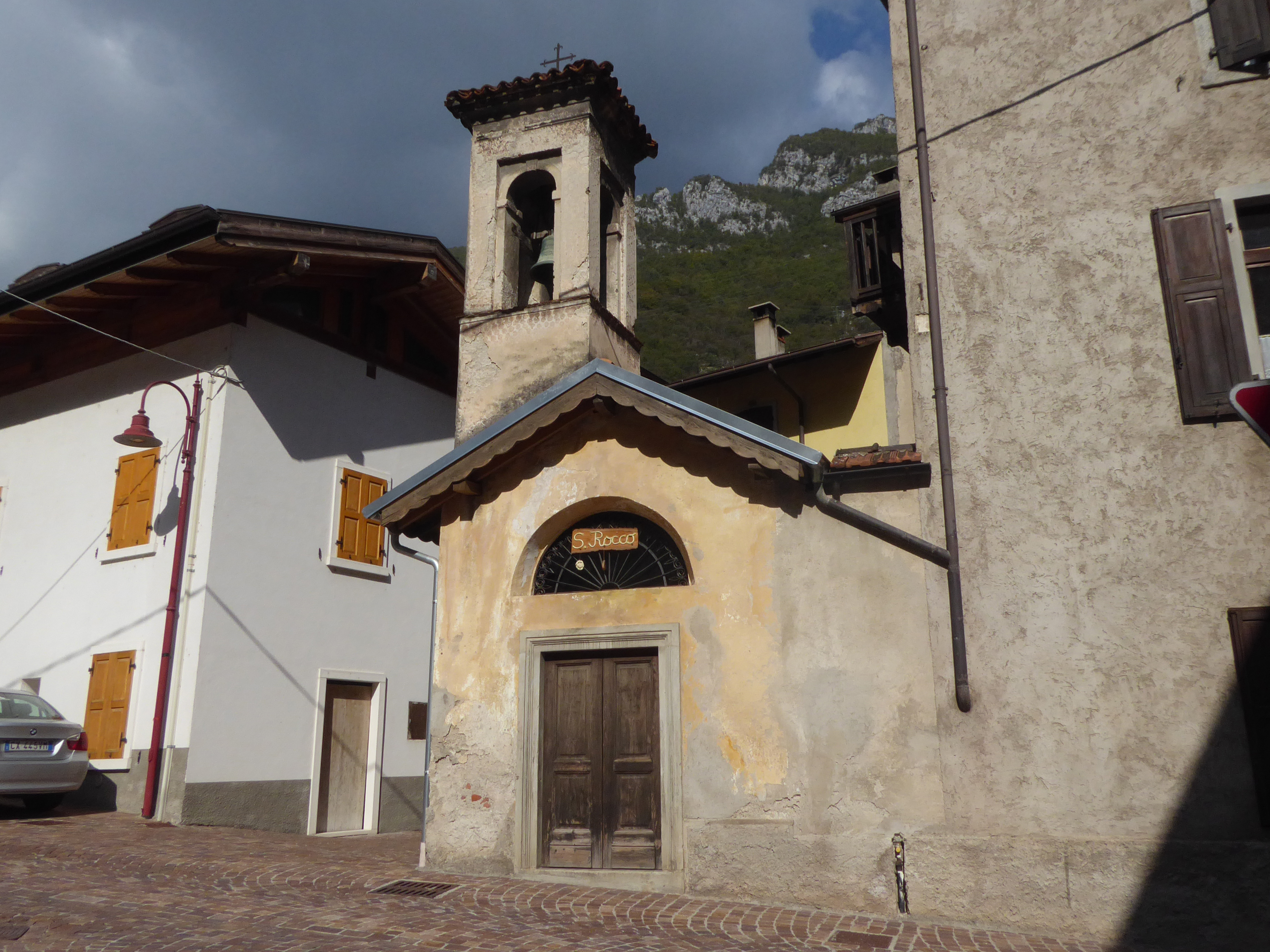
La chiesetta di San Rocco

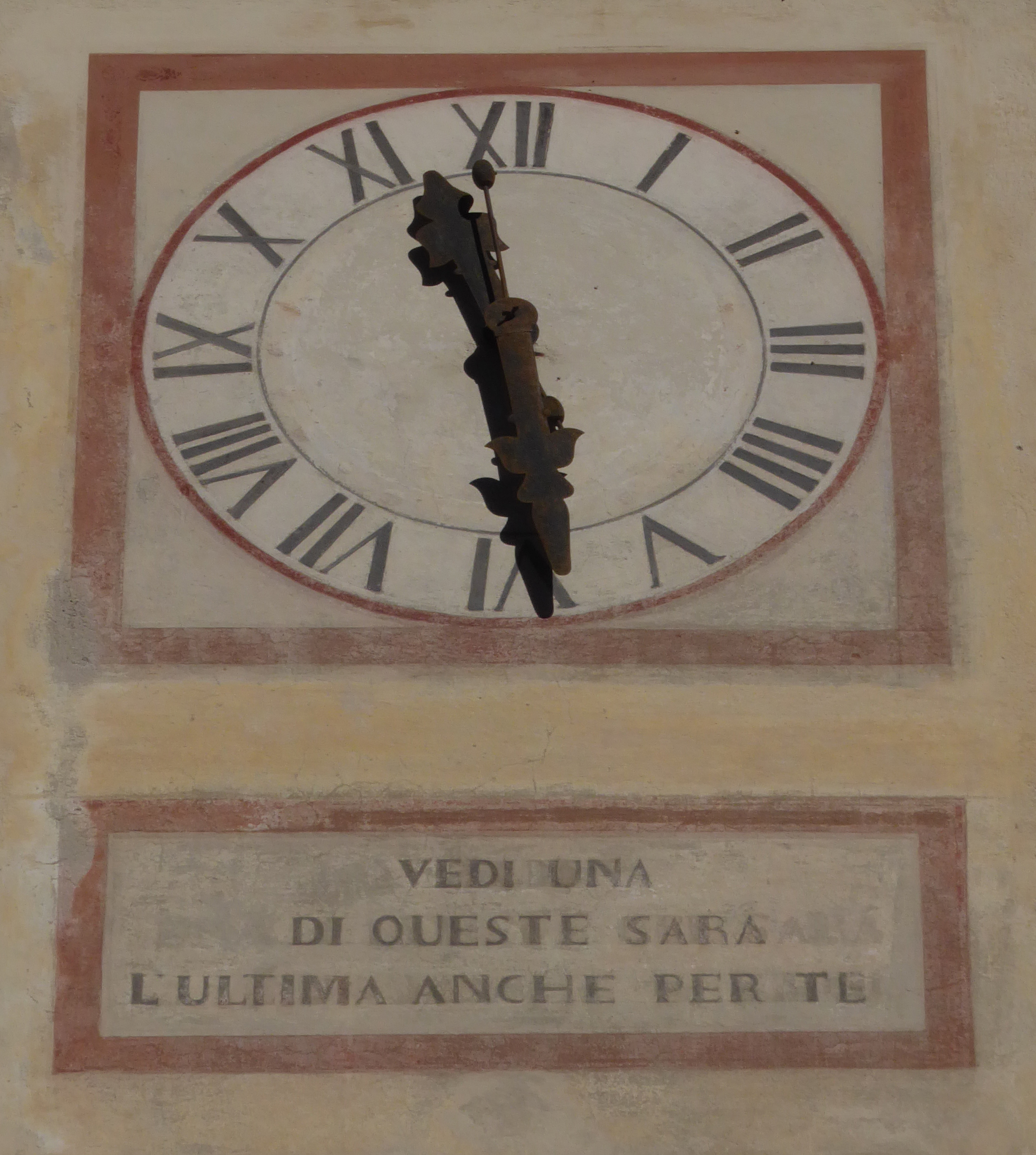
Orologio e scritta sulla torre campanaria della chiesa parrocchiale.

- Chiesa di San Giacomo Maggiore. L'edificio risale al XVI secolo ed il suo altar maggiore in marmo è opera di maestranze originarie di Castione, il paese sulle pendici del monte Altissimo di Nago che in quel periodo era noto per la presenza di diverse famiglie specializzate nella lavorazione della pietra e del marmo.[3]
- Cappella di San Rocco

### Architetture civili
- Fucina di Prè. La piccola fucina veniva utilizzata per produrre chiodi (anche quindicimila in una sola settimana) che servivano per le suole in legno delle calzature utilizzate dalla popolazione locale. L'attività rimase sino a quando si diffusero sul mercato le nuove suole di gomma moderne. In tempi recenti è divenuta una sede museale distaccata.[4]

## Società

### Tradizioni e folclore
Poiché dall'11 novembre il Sole smette di illuminare il paese e non ritorna più visibile sino al 5 febbraio (sant'Agata), la prima domenica di febbraio si svolge una sagra tradizionale, la Festa del Sol, per festeggiare la luce che nuovamente ricomincia ad illuminare la piazza e le abitazioni di Pré.